# Wollschläger (Beruf)
Wollschläger ist ein historischer Beruf aus dem Produktionszyklus der Wollverarbeitung.

## Berufsbild
Die Wollschläger waren dafür zuständig, die nach dem Scheren noch grob zusammenklumpende und zumeist recht verunreinigte Rohwolle zu reinigen, aufzulockern und so für das spätere Spinnen vorzubereiten. Dazu bedienten sie sich eines Schlaginstruments, zum Beispiel des so genannten ‚Wollbogens‘, mit dem die zusammen hängenden Faserbündel getrennt wurden. Wollschläger zogen durch die Städte und Dörfer und arbeiteten vor Ort.
In manchen Regionen wurde zum Reinigen der Wolle eine im Wasser (meist an einem flachen Flussufer) stehende Schlagtrommel verwendet. Die Rohwolle wurde dabei in die Schlagtrommel gefüllt und diese so lange gedreht, bis die Verunreinigungen gelöst und ausgespült waren. Diese Methode wird noch heute in Vorderasien eingesetzt. Nach dem Reinigen wurde die Wolle zum Trocknen ausgebreitet, anschließend in Säcke gefüllt und zu den Händlern in die Städte transportiert.
In einigen Gegenden übernahmen die Wollschläger auch weitere Arbeitsschritte bei der Wollverarbeitung, wie das Ölen und das Kämmen der Wollfasern, um sie für die Verarbeitung mit einem Spinnrad geschmeidig und glatt zu halten, teilweise auch das Spinnen der Wolle selbst.

## Verbreitung
Im deutschen Sprachraum sind Wollschläger vor allem im süddeutschen Raum nachgewiesen, so in Regensburg, Nürnberg, Straßburg, Augsburg, Speyer und München, wo sich jeweils Wollschläger-Zünfte bildeten. Im Spätmittelalter kam es dabei mitunter zu einem sozialen Abstieg der Wollschläger, als den Wollschläger-Knechten zunehmend verwehrt wurde, Tuch für den Eigenbedarf zu weben. Dadurch bildete sich eine Gruppe verarmter Wollschläger-Knechte, die Wollschläger-Meister verloren an Bedeutung und die früheren Wollschläger-Zünfte gingen oft in den Tucher-Zünften auf. In der Schweiz ist der Familienname Wullschleger nachgewiesen.
Der früher recht weit verbreitete Beruf des Wollschlägers ist im Zuge der industriellen Revolution in Mitteleuropa so gut wie ausgestorben und hat sich hier nur in Form von Familiennamen erhalten. In einzelnen Regionen Vorder-, Süd- und Zentralasiens existiert dieser Beruf bis heute.

## Sonstiges
Der Apostel Jakobus der Jüngere, Sohn des Alphäus, wird manchmal mit einem ‚Wollbogen‘ in seinen Händen dargestellt.
In dem Volksbuch Till Eulenspiegel beschreibt die 49. Historie, wie Eulenspiegel an einem Feiertag Wolle schlug, weil der Tuchmacher ihm verboten hatte, am Montag zu feiern.